# Анісімов Іван Степанович
Ані́сімов Іва́н Степа́нович (*1885, місто Сарапул — †після 1934) — радянський революціонер, учасник Громадянської війни, анархіст (до 1921).

## З життєпису
В 1918 році став одним із організаторів Червоної гвардії в місті Сарапулі, став членом матроської секції Сарапульської ради робітничих, солдатських та селянських депутатів, пізніше — комендант міста Сарапула. В січні того ж року брав участь у подавлені повстання в місті Єлабуга, навесні — селянських заворушень в Сарапульському повіті, в липні — розгону лівоесерської ради в місті Оса. потім був командиром десантного загону пароплава «Громобій». В кінці липня назначений командиром Камської флотилії, яка складалась всього з 3 пароплавів та 2 понтонів. У серпні брав участь у боях з іжевсько-воткінськими повстанцями в селах Гольяни, Гальово та Березовка, після чого заарештований як в'язень «баржі смерті». В жовтні 1918 року Анісімов став комісаром загону Вользької військової флотилії, учасник оборони міста Царицина.
З 1920 року вів мирне життя, був робітником декількох підприємств міст Іжевськ, Тифліс та Сарапул, в 1931—1933 роках був завідувачем виробництва Сарапульського районного відділення Товариства допомоги інвалідам війни. Подальша доля невідома.